# Ландреси (кантон)

Кантон Ландреси в составе округа Авен-сюр-Эльп

Ландреси́ (фр. Canton de Landrecies) — упраздненный кантон во Франции, находился в регионе Нор — Па-де-Кале, департамент Нор. Входил в состав округа Авен-сюр-Эльп. Упразднен в результате реформы 2015 года.
В состав кантона входили коммуны (население по данным Национального института статистики за 2011 г.):
- Бузи (1 705 чел.)
- Круа-Калюйо (252 чел.)
- Ландреси (3 556 чел.)
- Ле-Фавриль (482 чел.)
- Маруаль (1 442 чел.)
- Пре-о-Буа (835 чел.)
- Приш (992 чел.)
- Роберсар (187 чел.)
- Фонтен-о-Буа (671 чел.)
- Форе-ан-Камбрези (543 чел.)

## Экономика
Структура занятости населения:
- сельское хозяйство — 9,1 %
- промышленность — 10,6 %
- строительство — 11,6 %
- торговля, транспорт и сфера услуг — 33,7 %
- государственные и муниципальные службы — 35,1 %

Уровень безработицы (2010) - 14,2 % (Франция в целом - 12,1 %, департамент Нор - 15,5 %). 

Среднегодовой доход на 1 человека, евро (2010) - 18 187 (Франция в целом - 23 780, департамент Нор - 21 164).

## Политика
На президентских выборах 2012 г. жители кантона отдали Марин Ле Пен в 1-м туре 26,5 % голосов против 23,6 % у Франсуа Олланда и 22,2 % у Николя Саркози, во 2-м туре в кантоне победил Олланд, получивший 52,2 % голосов (2007 г. 1 тур: Саркози - 28,5 %, Сеголен Руаяль - 24,9 %; 2 тур: Саркози - 54,0 %). На выборах в Национальное собрание в 2012 г. по 12-му избирательному округу департамента Нор они поддержали кандидата Социалистической партии Кристиана Батая, набравшего 34,0 % голосов в 1-м туре и 55,1 % - во 2-м туре. (2007 г. 24-й округ. 1-й тур: Ален Пуар (СНД) - 38,2 %, 2-й тур: Жан-Люк Пера (СП) - 50,3 %). На региональных выборах 2010 года список социалистов собрал больше всего голосов в 1-м туре — 26,4 %; во 2-м туре единый «левый список» с участием коммунистов и «зеленых» получил 44,5 %, «правые» с 29,1 % заняли второе место, Национальный фронт с 26,4 % — третье.
|  | Кандидат      | Партия                  | % голосов |
|  | ------------- | ----------------------- | --------- |
|  | Бернар Дельва | Правые партии           | 50,41     |
|  | Дидье Леблон  | Социалистическая партия | 49,59     |